# Helmarshausen
Helmarshausen ist ein Stadtteil der Stadt Bad Karlshafen im nordhessischen Landkreis Kassel und seit 1929 staatlich anerkannter Luftkurort. Er zählt zu den ältesten Siedlungen und Städten in Nordhessen.

## Geographische Lage
Helmarshausen liegt an der Nordgrenze von Nordhessen, ca. 40 Kilometer nördlich von Kassel. Der Ort liegt unmittelbar an der von Süden kommenden Diemel, die im 3 km entfernten Bad Karlshafen in die von Osten heranfließende Weser mündet. Daneben gibt es noch den Hainbach, der im Ort in die Diemel mündet.

## Geschichte
Der Name des Ortes geht vermutlich auf die Erstbesiedlung (Helmerateshusa = „Häuser des Helmerat“) zurück. Eine erste urkundliche Erwähnung der Siedlung gibt es für das Jahr 944. Ab 1220 wurde oberhalb des Orts die Krukenburg erbaut. Innerhalb dieser steht die architektonisch interessante Kirche, die bereits 1126 Johannes dem Täufer geweiht wurde. Am 12. September 1254 wurde in einer Urkunde Konrads von Hochstaden, des Erzbischofs von Köln, das Stadtrecht bestätigt. 1480 wurde ein Rathaus mit einem Glockenturm errichtet. Wegen Baufälligkeit wurde es 1889 abgerissen, und 1892/94 wurde ein neues Rathaus gebaut, das 1971 verkauft wurde. Seit 1927 gehörte die Stadt Helmarshausen zum Landkreis Hofgeismar.
Gegen Ende des Zweiten Weltkriegs wurde Helmarshausen am 7. April 1945 von der US Army eingenommen. Nach dem Krieg fanden ab Sommer 1946 rund 150 Heimatvertriebene aus dem Sudetenland und einige aus Schlesien in Helmarshausen eine neue Heimat.
Am 16./17. Juli 1965 kam es zu einem katastrophalen Hochwasser, der sogenannten Heinrichsflut, in deren Folge die Altstadt durch mehrere Hochwasserschutzdämme an der Diemel geschützt wurde.
Die Selbstständigkeit der Stadt ging im Rahmen der Gebietsreform in Hessen verloren. Kraft Landesgesetz wurde die Stadt Helmarshausen, der historisch viel ältere Ort, zum 1. August 1972 mit der Stadt Karlshafen zur neuen Stadt Karlshafen zusammengeschlossen. Gleichzeitig erfolgte der Wechsel in den neuen Landkreis Kassel.

### Kloster Helmarshausen
997 erfolgte in der Nähe des Flusses Diemel die Gründung des Benediktinerklosters Helmarshausen durch die adligen Stifter Eckehard und Mathilde. Das Kloster war reichsunmittelbar und erhielt von Otto III. hohe Privilegien. Seine Blütezeit war im 12. Jahrhundert.
Das Kloster erlebte in den fünf Jahrhunderten seines Bestehens eine wechselvolle Geschichte. Die Grenzlage an der Weser war für Stadt und Kloster nicht immer vorteilhaft. Die Bistümer Paderborn, Köln und Mainz trachteten in verschiedenen Konstellationen danach, ihren Einflussbereich bis in diese Region auszudehnen. Mit der Reformation wurde das Kloster 1538 aufgelöst.
Das Kloster war bekannt für seine bedeutende Kunstwerkstatt. Künstlermönche stellten im Skriptorium Buchmalereien und in den Werkstätten Goldschmiedearbeiten aus kostbaren Materialien zum Schmuck der Kirchen her. Gründer dieser Werkstatt war ein Mönch aus dem Maasland, der in der Kunstgeschichte als Rogerus von Helmarshausen einen Namen als Goldschmied erlangt hat. Seine Zuweisung als Autor des kunsthistorisch bedeutenden Werkes, der Handschriftensammlung Schedula Diversarum Artium ist derzeit sehr fraglich (siehe Theophilus Presbyter). Aus dem Kloster Helmarshausen stammt das Evangeliar Heinrichs des Löwen, das im 12. Jahrhundert durch den Mönch Herimann geschrieben wurde. Dies wird in der Handschrift ausdrücklich erwähnt. Das Evangeliar ist am 6. Dezember 1983 in London bei Sotheby’s für umgerechnet etwa 16,4 Millionen Euro von der Bundesrepublik Deutschland zurückersteigert worden und galt lange Zeit als das teuerste Buch der Welt. Faksimile-Seiten dieser „Super-Bibel“ sind in der Stadtkirche und in beiden Museen am Ort zu sehen. Das Original befindet sich in der Herzog August Bibliothek in Wolfenbüttel und kann aus konservatorischen Gründen nur selten in Ausstellungen betrachtet werden.

### Jüdische Gemeinde
1850 wurde von der kleinen jüdischen Gemeinde eine Synagoge in Form eines Fachwerkhauses mit einem gemauerten und verputzten Schaugiebel errichtet. Im Zuge der Verfolgung durch die Nationalsozialisten wurde das Gebäude 1937 verkauft und von den neuen Besitzern 1938 in ein Wohnhaus umgebaut. Von den in Helmarshausen geborenen oder bereits länger wohnhaften jüdischen Personen sind Julie Hohenberg (* 1882), Pina Wallhausen geb. Wertheim (* 1875), Berta Wertheim geb. Goldschmidt (* 1896), Emil Wertheim (* 1878), Julius Wertheim (* 1888), Kurt Wertheim (* 1924), Moritz Wertheim (* 1880), David Wilzig (* 1880) in der NS-Zeit umgekommen (Angaben nach den Listen von Yad Vashem, Jerusalem, und nach dem Gedenkbuch – Opfer der Verfolgung der Juden unter der nationalsozialistischen Gewaltherrschaft 1933–1945).

### Carlsbahn
Am 30. März 1848 eröffnete die Carlsbahn. Diese Eisenbahnstrecke entlang der Diemel zwischen Hümme und Bad Karlshafen war ein abzweigender Teil der Friedrich-Wilhelms-Nordbahn, später Hessische Nordbahn, von Gerstungen nach Haueda. Der Personenverkehr wurde 1966 eingestellt und die Strecke am 27. September 1986 endgültig stillgelegt.

### Bevölkerung
Einwohnerentwicklung
- 1585: 142 Haushaltungen
- 1747: 163 Haushaltungen

| Helmarshausen: Einwohnerzahlen von 1834 bis 2020 | Helmarshausen: Einwohnerzahlen von 1834 bis 2020 | Helmarshausen: Einwohnerzahlen von 1834 bis 2020 | Helmarshausen: Einwohnerzahlen von 1834 bis 2020 | Helmarshausen: Einwohnerzahlen von 1834 bis 2020 |
| --- | ------------------------------------------------ | ------------------------------------------------ | ------------------------------------------------ | ------------------------------------------------ |
| Jahr |                                                  |                                                  |                                                  | Einwohner                                        |
| 1834 | 1834                                             |                                                  | 1.155                                            | 1.155                                            |
| 1840 | 1840                                             |                                                  | 1.184                                            | 1.184                                            |
| 1846 | 1846                                             |                                                  | 1.207                                            | 1.207                                            |
| 1852 | 1852                                             |                                                  | 1.266                                            | 1.266                                            |
| 1858 | 1858                                             |                                                  | 1.306                                            | 1.306                                            |
| 1864 | 1864                                             |                                                  | 1.340                                            | 1.340                                            |
| 1871 | 1871                                             |                                                  | 1.342                                            | 1.342                                            |
| 1875 | 1875                                             |                                                  | 1.410                                            | 1.410                                            |
| 1885 | 1885                                             |                                                  | 1.302                                            | 1.302                                            |
| 1895 | 1895                                             |                                                  | 1.304                                            | 1.304                                            |
| 1905 | 1905                                             |                                                  | 1.277                                            | 1.277                                            |
| 1910 | 1910                                             |                                                  | 1.312                                            | 1.312                                            |
| 1925 | 1925                                             |                                                  | 1.347                                            | 1.347                                            |
| 1939 | 1939                                             |                                                  | 1.341                                            | 1.341                                            |
| 1946 | 1946                                             |                                                  | 1.919                                            | 1.919                                            |
| 1950 | 1950                                             |                                                  | 1.835                                            | 1.835                                            |
| 1956 | 1956                                             |                                                  | 1.705                                            | 1.705                                            |
| 1961 | 1961                                             |                                                  | 1.645                                            | 1.645                                            |
| 1967 | 1967                                             |                                                  | 1.578                                            | 1.578                                            |
| 1970 | 1970                                             |                                                  | 1.764                                            | 1.764                                            |
| 1980 | 1980                                             |                                                  | ?                                                | ?                                                |
| 1990 | 1990                                             |                                                  | ?                                                | ?                                                |
| 2000 | 2000                                             |                                                  | ?                                                | ?                                                |
| 2011 | 2011                                             |                                                  | 1.470                                            | 1.470                                            |
| 2020 | 2020                                             |                                                  | 1.423                                            | 1.423                                            |
| Datenquelle: Historisches Gemeindeverzeichnis für Hessen: Die Bevölkerung der Gemeinden 1834 bis 1967. Wiesbaden: Hessisches Statistisches Landesamt, 1968. Weitere Quellen: ; Stadt Bad Kalrshagen:; Zensus 2011 |                                                  |                                                  |                                                  |                                                  |

Religionszugehörigkeit
| • 1961: | 1324 evangelische (= 80,46 %), 290 katholische (= 17,63 %) Einwohner |

## Politik
Bisherige Bürgermeister
- (1600) Henrich Wiedekindt
- (1606) Motwalt Klaute
- (1622) Henrich Bischoff
- (1633) Hans Becker, 1637 von Kroaten "totgeschossen"
- (1637–1646) Conrad Bötte
- (1646) Caspar Klincke
- (1649) Hans Feuringk
- (1667) David Lorentz Stipp(ius), 1673 im Rathaus tödlich verunglückt.
- (1672–1692) Henrich Becker
- (1697) Lorentz Feuring
- (1701) Hans Bornemann
- (1719) Caspar Huth
- (1731) Melchior Huth
- (1734) Jörgen Pfeffer
- (1742) Henricus Francke
- (1749) Johann David Dilling
- (1751) Valentin Bornemann
- (1752) Caspar Feuring
- (1765) Henrich Mantel
- (1788) Georg Augustinus Hornung
- (1797) Christian Dilling
- (1821) Johann Dilling
- (1824) Johann Friedrich May
- (1851) Johann Christoph Franke
- (1873) Carl Christian Siegel
- (1877–1891) Carl Hille
- (1896) Adolf Bernhard Christian Olfe
- (1897–1910) Emil Siedentopf
- (1917) Adam Eckhardt
- (1921–1945) Hermann Hense
- ab 1945 Oskar Vetterlein
- 1946–1952 Karl Hoppe
- 1952–1954 Paul Immel
- 1954–1967 Justus Wilhelm Krug
- 1967–1972 Willi Hold

## Kultur und Sehenswürdigkeiten

### Naturdenkmal
- Dicke Eiche mit einem Brusthöhenumfang von 7,90 m (2014).[7]

### Bauwerke

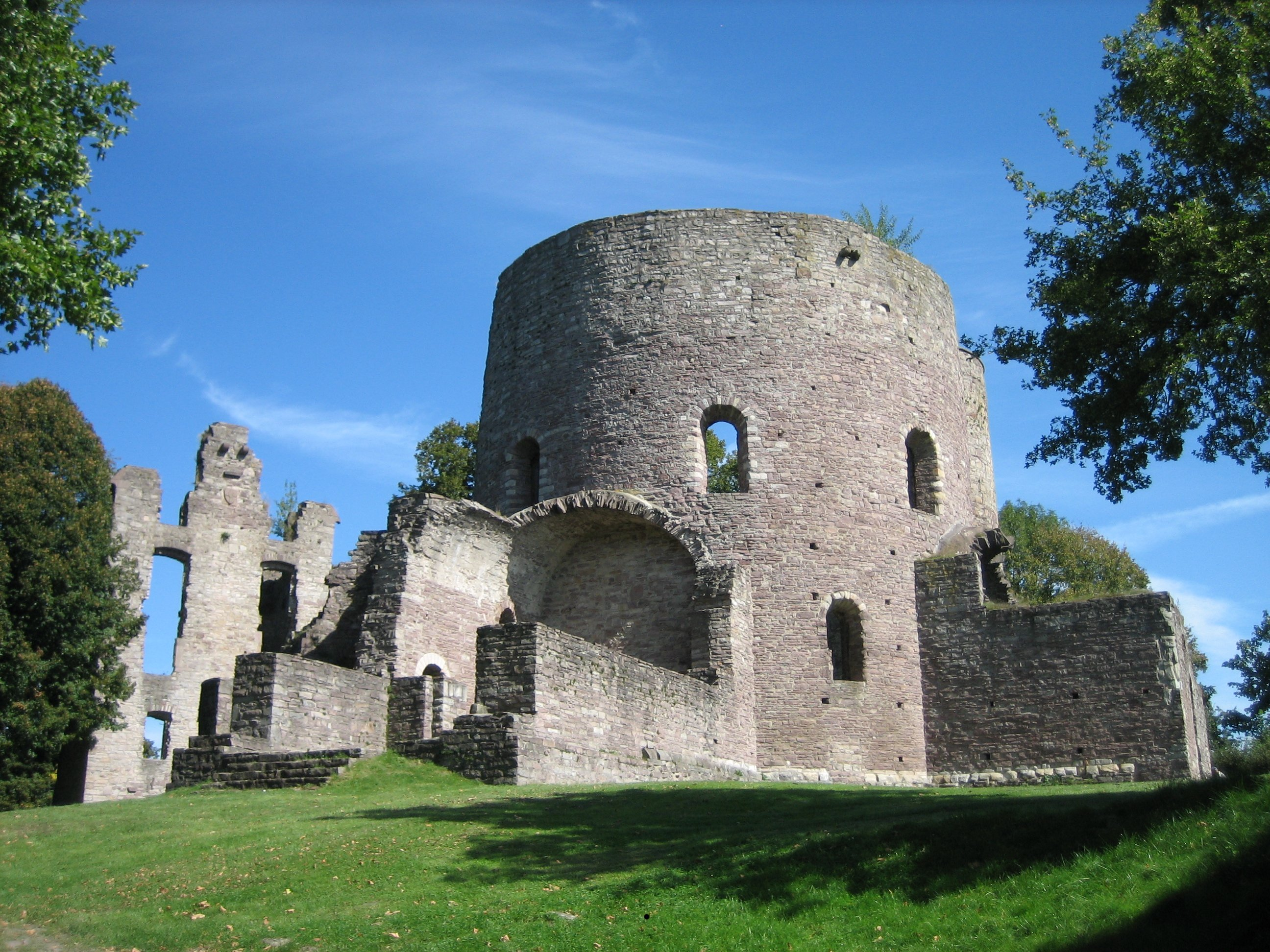
Krukenburg

Die Ruine Krukenburg: Burganlage aus dem 13.–16. Jahrhundert. Ältestes Bauwerk auf dem Krukenberg ist die in der Mitte liegende Höhenkirche, eine frühe romanische Taufkirche. Die Pläne zum Bau der 1126 geweihten Kirche stammen aus dem Vorderen Orient. Die Kirche hat Johannes den Täufer zum Patron. Sie ist baugeschichtlich von überregionaler Bedeutung mit Alleinstellungsmerkmalen. Alle Bauten und Befestigungsanlagen bestehen aus roten und grauen Wesersandstein. Unterhalb der Burgruine gibt es das Cafe zur Krukenburg (mit Fotogalerie zur Regionalgeschichte). In den Sommermonaten finden auf der Burg Gottesdienste und andere kulturelle Veranstaltungen statt.
Der Klosterbereich: Reste der frühromanischen Klosteranlage. Gründung des Benediktinerklosters im Jahr 997, Weihe der Klosterkirche 1011. Vom Kloster existieren heute nur noch wenige Gebäude, die von der Ev. Kirchengemeinde genutzt werden (Jugendheim, Kindergarten). Die Dacheindeckung aus Wesersandsteinplatten wurde im Jahre 2009 erneuert. Zuvor war von 1850 bis 1966 in Räumen des alten Klosters die örtliche Volksschule untergebracht. Die Grundrissform der im 17. Jahrhundert bereits baufälligen, heute nicht mehr existenten Klosterkirche ist seit 2006 oberirdisch erkennbar mit Wesersandsteinplatten markiert.
Schloss: Westlich vom Klostergelände gab es nach der Auflösung des Klosters (1540) ein Schloss, das der Familie v. Spiegel gehörte. Heute ist dieser Bau nicht mehr vorhanden, lediglich die zum Schloss gehörende Gartenanlage. 1872–1874 wurde ein neues Schloss von Gustav Adolf Reichsgraf von Bentinck und Frau Clara geb. Gräfin von Wedel (Mutter von Kurt von Plettenberg) im Bereich des ehemaligen Schlossteiches errichtet. Nach 1945 bildete dieser Bau den Kern des Krankenhauses Helmarshausen, das seither weiter ausgebaut worden ist.

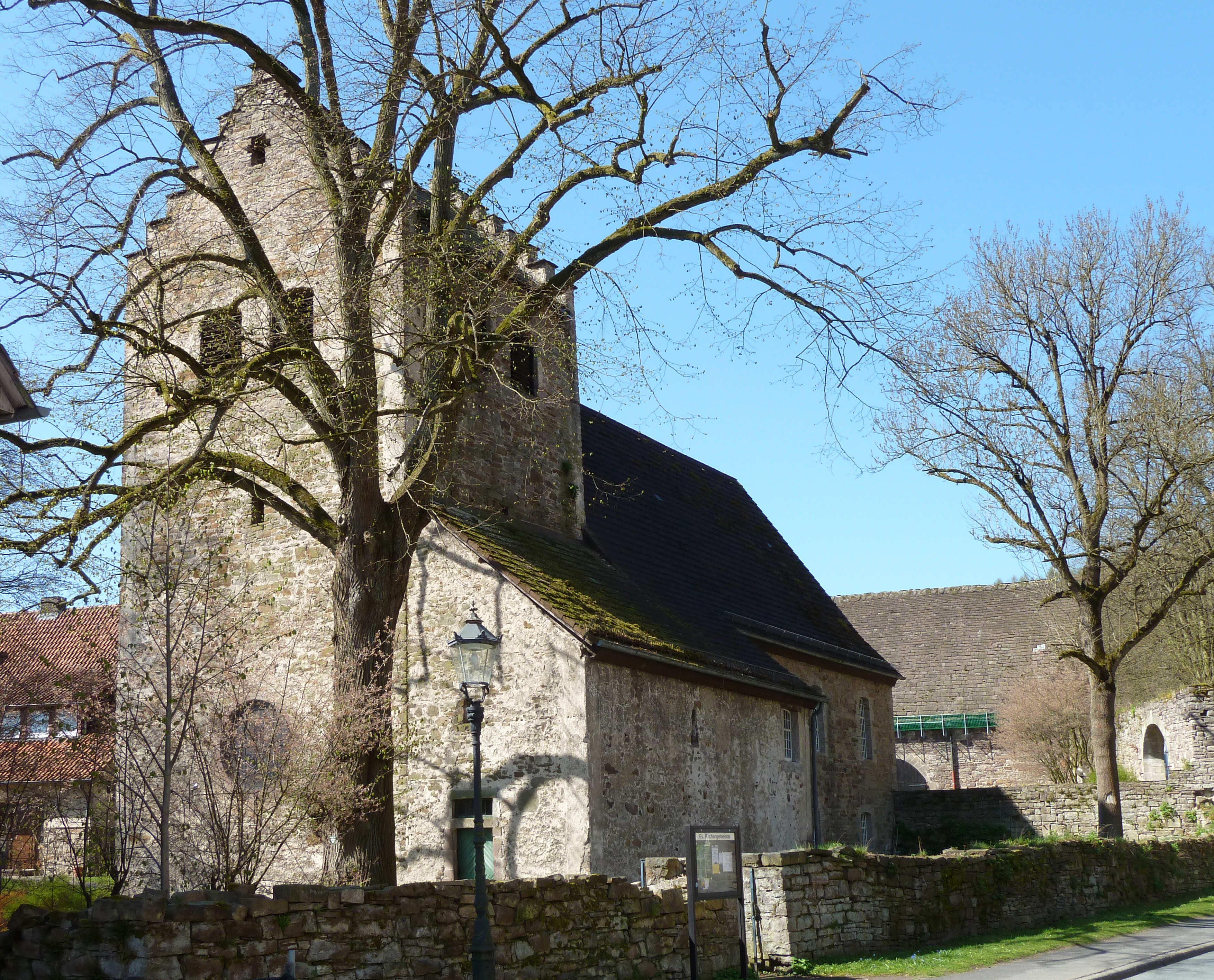
Ev. Stadtkirche

Stadtkirche: Unmittelbar östlich an den Klosterbereich grenzt die heutige evangelische Stadtkirche an. Der im Kern romanische Bau erfuhr im Laufe der Jahrhunderte zahlreiche Umgestaltungen, so war unter anderem das heute einschiffige Langhaus ursprünglich zweischiffig. Größere Umbauten erfolgten 1467 und 1799, 1895 wurden die Seitenwände und die Decke erneuert. Der uneinheitlich wirkende Bau aus unterschiedlich stark bearbeitetem Buntsandstein ist dominiert von dem im Grundriss quadratischen Turm, der mit einem Satteldach mit Treppengiebeln abschließt. Der Innenraum schließt mit einer hölzernen Tonnendecke ab, während der im Turm gelegene Chorraum mit einem Kreuzgratgewölbe überspannt ist. Die dreiseitige barocke Holzempore hat eine Balustradenbrüstung, die Kirchenorgel stammt aus dem Jahr 1732. Der Taufstein besteht aus einer romanischen Säule der Klosterkirche.

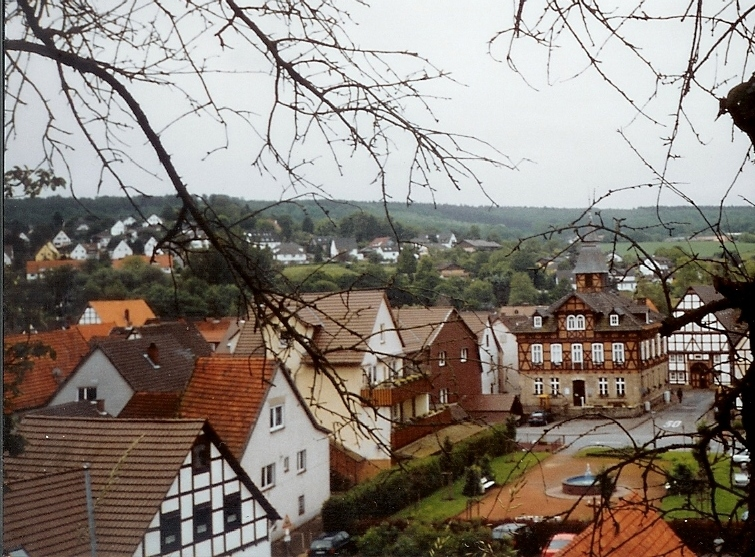
Das frühere Rathaus (rechts im Bild)

Der Ortskern von Helmarshausen wird trotz einiger Abbrüche und Umbauten noch immer von etlichen Fachwerkhäusern aus dem 16. bis 18. Jahrhundert geprägt. Es handelt sich mehrheitlich um Dielenhäuser, deren Toreinfahrten jedoch nicht immer überliefert sind.  Zu den ältesten gehören Poststraße 56 (1561), Poststraße 24  (1585), das besonders stattliche Giebelhaus Poststraße 36 (1581) sowie Steinstraße 18 (1564). Besonders ansehnlich sind die mit reich geschnitzten Torständern versehenen Dielenhäuser Steinstraße 52 (1645), 56 (1676), 30 (1710) und 28.  Erwähnenswert sind ferner der sogenannte Edelhof (1699 erbaut) und das frühere Rathaus in der Ortsmitte (1892/94). Es präsentiert sich in Formen des Historismus und verfügt über ein massives Erd- und ein in Fachwerk aufgeführtes Obergeschoss. Im Winter 1972/73 verschwand im Hinterhof von Steinstraße 15 eines der bedeutendsten profanen Bauwerke des Ortes: Ein vermutlich noch aus romanischer Zeit stammendes Steinhaus. Es wurde seinerzeit bis auf den gewölbten Keller, der auch heute noch erhalten ist, abgebrochen. Zu den Verlusten der jüngsten Zeit gehört das wohl um 1600 errichtete Fachwerkhaus Poststraße 58. Nachdem der Dachstuhl des denkmalgeschützten Gebäudes entfernt wurde, war der Bau lange Zeit der Witterung ungeschützt ausgesetzt und musste schließlich abgerissen werden. Da im Ortskern viele Häuser leer stehen und somit dem Verfall preisgegeben sind, ist auch weiterhin mit dem Verlust denkmalwerter Bausubstanz zu rechnen.
Reste der mittelalterlichen Stadtbefestigung blieben am Ufer der Diemel erhalten. Hier findet sich – neben geringen Mauerresten – ein runder Wehrturm.
Etwas außerhalb des Ortes liegt am Waldrand ein ehemaliges Sanatorium, in dem sich heute die Jugendherberge Helmarshausen befindet.
Der Landgraf-Carl-Kanal verläuft als schmaler Wasserweg südlich des Ortes und des Flusses Diemel durch die Wiesenlandschaft. Er sollte Carlshafen mit der Residenzstadt Kassel verbinden. Einige Wehre und Schleusen zwischen Bad Karlshafen und Trendelburg sind noch Relikte dieses ehrgeizigen Projektes aus der Bauzeit um 1710–1730, das jedoch nicht vollendet wurde. Im Bereich Helmarshausen gibt es noch entsprechende bauliche Anlagen (Wehre) sowie Wassermühlen aus späterer Zeit.

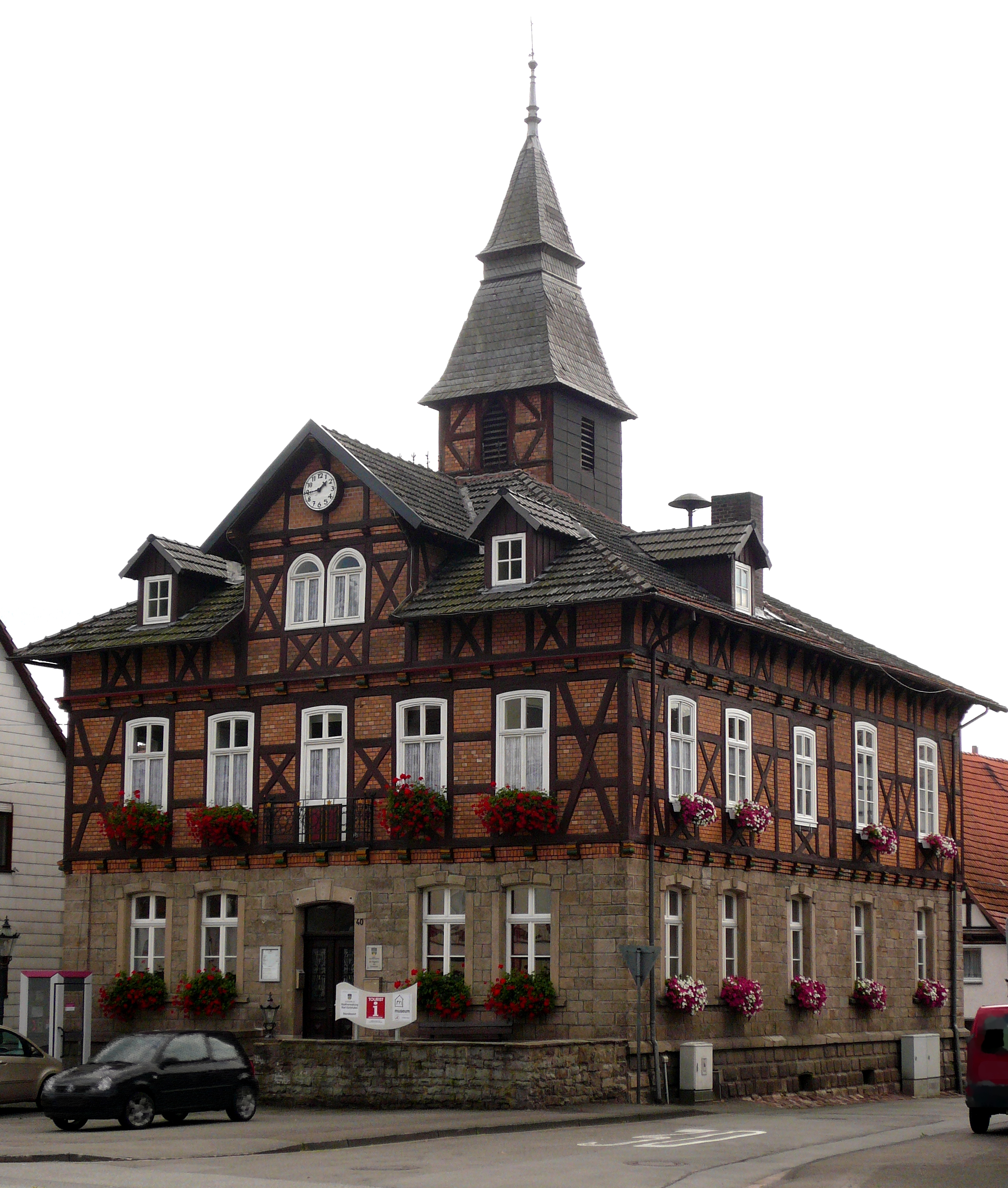
Altes Rathaus mit Museum

### Museen
Das Museum des Heimatvereins Helmarshausen im Alten Rathaus, mit dem Schwerpunkt Buchmalerei und Ortsgeschichte
Das Museum an der Krukenburg (Privatmuseum 1985–2010) mit dem Schwerpunkt: Burg- und Klostergeschichte (Die Künstlermönche von Helmarshausen)
Ab 2011 mediale Präsentationen / Foto-Ausstellungen zur Regional-Geschichte und anderen Themen in der WESERGALERIE (im Cafe zur Krukenburg)

### Wanderweg
Der Eco Pfad Archäologie Helmarshausen verbindet als Kulturpfad mehrere historische Orte (Kloster, Burg, die Schäferei und alte Siedlungsstätten) miteinander. Er führt vom Ort aus über den Krukenberg durch die landwirtschaftlich genutzte Kulturlandschaft auf das Hohe Feld an der Grenze nach Nordrhein-Westfalen (Rundwanderweg, ca. 90–120 Minuten Gehzeit, 2006 angelegt).

## Wirtschaft und Infrastruktur

### Gesundheitswesen
Helmarshausen hat seit 1945 ein Ortskrankenhaus, das heutige Kreiskrankenhaus Helmarshausen, gehört zur Kreiskliniken Kassel GmbH, eine Tochtergesellschaft der kommunalen Gesundheit Nordhessen Holding AG. Ab 2014 ist das Kreiskrankenhaus Helmarshausen bis auf Weiteres von der medizinischen Versorgung abgemeldet.

### Verkehr
Durch den Ort führt die Bundesstraße 83 mit Anschluss in Bad Karlshafen oder über die Kreisstraße 76 an die Bundesstraße 80. Für den Fahrradverkehr gibt es den Hessischen Radfernweg R4 (Weser-Neckar) und den Diemelradweg von Usseln bis Bad Karlshafen.

## Persönlichkeiten

### Ehrenbürger
- Gerhard Henrich Bernhard Dömich (* 29. Juli 1797 in Karlshafen; 1824–1852 Pfarrer in Hhs.; seit 1852 dort Ehrenbürger, 1852–1867 Pfarrer in Mörshausen; † 6. Februar 1867 in Mörshausen)
- George Heinrich Geis (* 18. November 1814 in Dudenrode; 1852–1872 Pfarrer in Hhs.; † 16. September 1874 in Grifte; Ehrenbürger ab 11. April 1872)
- Karl Oskar Vetterlein (* 12. April 1874 in Crimmitschau; † 21. Juli 1955, Zigarrenmacher und Kaufmann, 1907 Geschäftsführer des hiesigen Konsumvereines, Politiker und ab 1945 kommissarischer Bürgermeister, Ehrenbürger ab 2. Mai 1952)
- Alfred Moritz, Ehrenbürger ab 24. August 2001

### Söhne und Töchter des Ortes
- Johann Christoph Schröder[10]  (* 1751), Premierleutnant im Amerikanischen Unabhängigkeitskrieg.
- Justus Gräbner (* 1946),  Generalmajor a. D. und ehemaliger Befehlshaber des Wehrbereichskommandos IV „Süddeutschland“ in München
- Wolfgang Troschke (* 1947), Maler
- Eckhard Braun (* 1957), seit 1987 Reporter und Redakteur für das regionale Fernsehen des Hessischen Rundfunks mit Schwerpunkt Umwelt, Naturschutz sowie Land- und Forstwirtschaft
- Eberhard Gischler (* 1963), Geowissenschaftler und Professor
- Julia Gronemann (* 1985), Handballspielerin